# 磐鈺雲華
24°09′52″N 120°38′11″E / 24.164454°N 120.636492°E
磐鈺雲華（英語：Sky Green）位於臺灣臺中市南屯區公益路和大墩路口，是磐鈺建設建造的住宅大樓，由新加坡WOHA建築事務所和雅門建築師事務所設計，基地面積1390.6坪。樓高104.4公尺，地上26層地下6層。

## 建築設計
一到三樓是商業零售空間，四樓為公共設施，五樓以上為住宅空間。每棟大樓的第五層都有一個大型露天平台，大樓以265株喬木採垂直綠化覆蓋方式，提供遮蔭同時裝飾外觀，屋頂的綠化和高層露天平台則可降低建築熱度，同時淨化空氣污染。